# Мондрагон, Кристобаль де
Кристобаль де Мондрагон (исп. Cristóbal de Mondragón; 1514, Медина-дель-Кампо — 4 января 1596, Антверпен) — испанский военачальник, один из самых знаменитых полководцев Восьмидесятилетней войны.

## Биография
Происходил из Бискайи, вероятно, из дворянской семьи. Сын Мартина де Мондрагона и Менсии де Меркадо.
Около 1532 года поступил на военную службу, начал свой боевой путь в Италии, участвовал в Тунисской экспедиции, вторжении Карла V в Прованс и Шмалькальденской войне. По словам его биографа Анхеля Сальседо, 15 лет прослужил простым солдатом, и был произведен в офицеры после битвы при Мюльберге (1547). Следующее упоминание о нем относится к 1558 году, когда он командовал кавалерийской ротой на франко-нидерландской границе и был взят в плен французами после падения Кале. После подписания Като-Камбрезийского мира остался в Нидерландах, став губернатором Данвиллера, затем принял под командование валлонскую роту.
В 1567—1568 годах под командованием герцога Альбы участвовал во Фрисландской кампании против Людвига фон Нассау и в Брабантской кампании против войск Вильгельма Оранского. После разгрома мятежников полк Мондрагона стал гарнизоном в Девентере.
В 1570 году сопровождал Анну Австрийскую, направлявшуюся через Нидерланды в Испанию на бракосочетание с Филиппом II. Посетил свой родной город, желал быть принятым в орден Сантьяго, но получил отказ.
После захвата противником Брилле (1.04.1572) Альба послал Мондрагона с десятью знаменами для укрепления гарнизона Антверпена, где командовал Санчо Давила. 20 октября 1572 Мондрагон командовал операцией по деблокированию Гуса. С трехтысячным отрядом, предоставленным Давилой, он ночью пересек вброд Восточную Шельду, на заре вышел к укреплению и внезапным ударом заставил гезов и англичан поспешно отступить. Этот успех временно улучшил положение испанцев в Зеландии.
В мае 1573 с отрядом из трехсот человек атаковал оранжистов (1200 чел.) на острове Толен. Был ранен и свалился с лошади, но нанес противнику поражение и отвоевал устье канала. Тем не менее, испанцы потеряли почти всю Зеландию, кроме ее столицы Мидделбурга на острове Валхерен. Альба назначил Мондрагона губернатором и генерал-капитаном провинции. Тот доблестно оборонял осажденный Мидделбург, но в городе не хватало продовольствия. Преемник Альбы Рекесенс пытался подать помощь осажденным, но направленная им эскадра Хулиана Ромеро была потоплена голландцами. По приказу наместника Мондрагон 18 февраля 1574 подписал капитуляцию.
14 апреля 1574 участвовал в битве при Моке; в том же году стал шателеном Гента.
В октябре 1575 испанцы провели одну из самых знаменитых десантных операций Восьмидесятилетней войны — атаку острова Схувен. Эскадрой, вышедшей из Антверпена, командовал Санчо Давила, на борту находились отборные войска под командованием Мондрагона (немцы и валлоны) и Хуана Оссорио де Ульоа (испанцы). Операция состояла из трех частей: марш от острова Толен к острову Филипланд, по колено в воде; форсирование глубокого канала, отделяющего Филипланд от острова Дёйвеланд (там пришлось идти по шею в воде), и взятие голландских фортов, защищавших дамбу; переход с острова Дёйвеланд на остров Схувен, где находилась крепость Зирикзе, бывшая целью испанцев. Две тысячи бойцов, ценой больших потерь, добрались до Схувена, где обратили в бегство 500 оранжистов, укрывшихся в Зирикзе. После этого Давила вернулся на материк, оставив отряд Мондрагона, снова назначенного губернатором Зеландии, осаждать город. 29 июля 1576 Зирикзе сдался, но испанцы не смогли воспользоваться результатами победы из-за смерти наместника и солдатского мятежа.
После подписания Хуаном Австрийским Вечного эдикта Мондрагон не отправился в Италию с прочими испанцами, а, по-видимому, уехал в Лотарингию в поместья своей жены. После возвращения в Нидерланды иностранных войск Мондрагон вместе со своим бывшим подчиненным Франсиско Вердуго вернулся на службу. Участвовал во взятии Лимбурга, Далема и Маастрихта. В 1579 году Алессандро Фарнезе отправил его в Испанию с докладом королю о положении дел в Нидерландах. В 1580—1581 был членом военного совета герцога Пармского. Во главе его стоял граф фон Мансфельд, а Мондрагон был его заместителем. До 1582 года он также продолжал командовать своим валлонским полком, а затем был назначен кампмейстером старого терсио, элитного подразделения испанской пехоты, которое возглавлял до 1588 года. Участвовал в осаде Антверпена; после взятия города был назначен его шателеном и военным губернатором, после чего перестал лично командовать своим терсио. Управлял Антверпеном до своей смерти.
Мансфельд, став и.о. наместника, назначил Мондрагона генерал-капитаном Брабанта и генерал-кампмейстером армии Нидерландов. При этом основные силы Мансфельд повел во Францию. Мондрагон с оставшимися войсками взял крепости Верло и Тюрнхаут. В 1595 году его маленькая армия одержала победу над превосходящими силами Морица Оранского в битве на Липпе, где погиб двоюродный брат Морица Филипп фон Нассау, и был взят в плен Эрнст фон Нассау.

## Семья
1-я жена: Катарина ван Хенс
2-я жена (1572): Гийеметта де Шатле